# كأس الأمير فيصل بن فهد لكرة السلة 2015–16
كأس الأمير فيصل بن فهد لكرة السلة 2016-2017 هي مسابقة كرة سلة في السعودية نظمت من قبل الاتحاد السعودي لكرة السلة. شارك فيها 16 فريقا. بدأت بتاريخ الثلاثاء 26 يناير 2016 وفاز بها نادي الفتح بعد انتصاره على نادي الأنصار في النهائي بنتيجة 93-76.

## الفرق المشاركة
- الاتحاد
- الأنصار
- الهلال
- الفتح
- النهضة
- النصر
- الأهلي
- أحد
- القادسية
- الوحدة
- الصفا
- المسيرة
- السلام
- النور
- أبها
- العربي

## المراحل
تضمنت المسابقة ثلاث مراحل دور الـ 16، ربع النهائي، نصف النهائي بالإضافة إلى النهائي.
- دور الـ 16 أقيم في 26 يناير 2016

| - الوحدة 57 : 47 النهضة - أحد 110 : 45 أبها - النصر 20 : 0 النور - الهلال 72 : 54 الخويلدية | - الأنصار 20 : 0 العربي - الاتحاد 94 : 45 السلام - الفتح 92 : 45 الصفا - الأهلي 70 : 45 الشروق |

- ربع النهائي أقيم في 23 فبراير 2016

- الوحدة 61 : 68 الفتح
- الأهلي 92 : 97 الأنصار
- أحد 87 : 78 النصر
- الهلال 75 : 78 الاتحاد
- نصف النهائي أقيم في 1 مارس 2016

- الفتح 79 : 71 أحد
- الاتحاد 70 : 94 الأنصار

- النهائي أقيم بتاريخ الجمعة 20 مايو 2016 في المدينة المنورة بين فريقي الفتح والأنصار، وانتهى بفوز الفتح بنتيجة 93-76.

## وصلات خارجية
- الصفحة الرسمية لنادي الفتح